# La Femme du fossoyeur
Pour plus de détails, voir Fiche technique et Distribution.
La Femme du fossoyeur (Guled & Nasra) est un film somalien réalisé par Khadar Ayderus Ahmed, sorti en 2021.

## Synopsis
Guled est fossoyeur. Il vit avec sa femme Nasra et leur fils Maha dans les quartiers pauvres de Djibouti. Mais Nasra souffre d’une grave maladie et doit se faire opérer d’urgence. Comment trouver l’argent ?

## Fiche technique
- Titre : La Femme du fossoyeur
- Titre original : Guled & Nasra
- Réalisation : Khadar Ayderus Ahmed
- Scénario : Khadar Ayderus Ahmed
- Musique : Andre Matthias
- Photographie : Arttu Peltomaa
- Montage : Sebastian Thümler
- Production : Robin Boespflug Vonier, Martin Hampel, Misha Jaari, Thanassis Karathanos, Mark Lwoff, Risto Nikkilä et Stéphane Parthenay
- Société de production : Oy Bufo Ab, Pyramide Productions, Twenty Twenty Vision Filmproduktion, Das Kleine Fernsehspiel, Arte et  Yleisradio
- Pays de production :  Somalie,  Finlande,  Allemagne,  France et  Qatar
- Genre : drame
- Durée : 82 minutes
- Dates de sortie : 
  - France : 7 juillet 2021 (Semaine de la critique) ; 27 avril 2022 (sortie nationale)

## Distribution
- Omar Abdi : Guled
- Yasmin Warsame : Nasra
- Kadar Abdoul-Aziz Ibrahim : Mahad

## Distinctions
- Le film est révélé en compétition à la 60e Semaine de la critique durant le Festival de Cannes 2021.
- Le film obtient l'étalon d'or au FESPACO 2021, ainsi que le prix de la meilleure musique pour André Matthias[2].

- Il obtient l'Amplify Voices Award au TIFF (Festival international du film de Toronto) de 2021[2].
- À la 17e cérémonie des Africa Movie Academy Awards de 2021, c'est le film qui comptabilise le plus de nominations, mais également celui qui remporte le plus de récompenses[3]:
  - Meilleur film
  - Meilleur acteur pour Omar Abdi
  - Meilleur maquillage
  - Meilleurs décors
  - Meilleur film dans une langue africaine